# Puchar Narodów Oceanii w Piłce Ręcznej Mężczyzn 2014
|  | Puchar Narodów Oceanii 2012 << >> Puchar Narodów Oceanii 2016 |

Puchar Narodów Oceanii w Piłce Ręcznej Mężczyzn 2014 – szósty turniej męskiego Pucharu Narodów Oceanii. Odbył się w dniach 25–26 kwietnia 2014 roku w hali ASB Stadium w Auckland w Nowej Zelandii. Do turnieju przystąpiły dwie reprezentacje narodowe – Nowa Zelandia i Australia.
Zgłoszenia chętnych zespołów przyjmowane były do końca stycznia 2014 roku. Stawką dwumeczu pomiędzy uczestnikami było prawo występu na mistrzostwach świata, które odbyły się w styczniu 2015 roku w Katarze. Obydwa spotkania wygrała reprezentacja Australii kwalifikując się tym samym do turnieju finałowego MŚ. Wstęp na mecze był bezpłatny.

## Mecze
| 25 kwietnia 201417:00 | Nowa Zelandia | 18:22(8:15) | Australia | ASB Stadium, Auckland |
| 25 kwietnia 201417:00 |               | 18:22(8:15) |           | ASB Stadium, Auckland |

| 26 kwietnia 201417:00 | Nowa Zelandia | 18:32(7:19) | Australia | ASB Stadium, Auckland |
| 26 kwietnia 201417:00 |               | 18:32(7:19) |           | ASB Stadium, Auckland |